# 鲁瓦亚 (伊泽尔省)
鲁瓦亚（法語：Royas，法語發音：[ʁwaja]）是法国伊泽尔省的一个市镇，属于维埃纳区。

## 地理
鲁瓦亚（45°30'21"N, 5°6'16"E）面积5.48 平方千米，位于法国奥弗涅-罗讷-阿尔卑斯大区伊泽尔省，该省份为法国东南部内陆省份，北起顺时针与安省、萨瓦省、上阿尔卑斯省、德龙省、阿尔代什省、卢瓦尔省和罗讷省。
与鲁瓦亚接壤的市镇（或旧市镇、城区）包括：萨瓦-梅潘、马克新城、博瓦尔德马克、沙朗托奈、圣让德布尔奈。

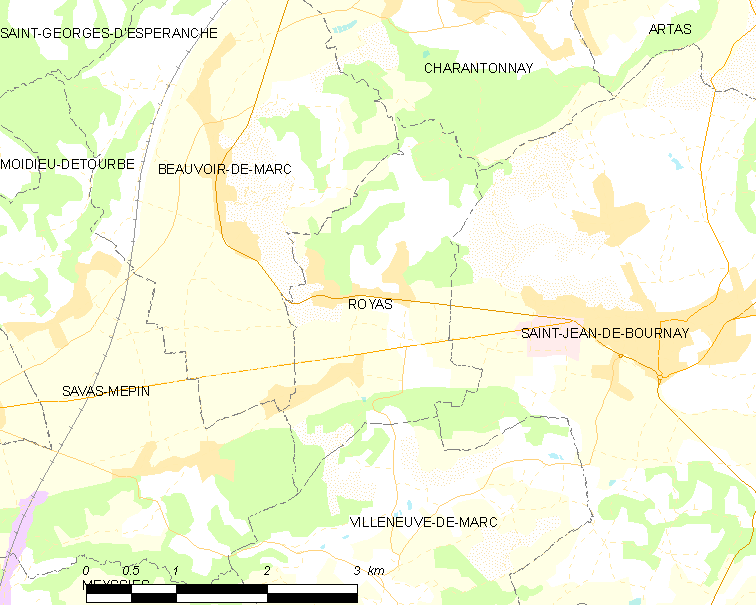
的OSM定位图

鲁瓦亚的时区为UTC+01:00、UTC+02:00（夏令时）。

## 行政
鲁瓦亚的邮政编码为38440，INSEE市镇编码为38346。

## 政治
鲁瓦亚所属的省级选区为比耶夫尔县。

## 人口

1962-2008年间人口变化图示

鲁瓦亚于2022年1月1日时的人口数量为410人。